# Ivan Bolica Kokoljić
Ivan (Ivo, Dživo, Živo) Bolica Kokoljić (Kotor, na početku 17. st. — Kotor, nakon 1674.), hrvatski pjesnik iz Crne Gore.
Potomak je kotorske hrvatske plemićke obitelji Bolica, među čijim članovima je u 17. st. bilo više Ivana, pa im se biografski podatci miješaju. U. Raffaelli pogrešno ga je poistovjetio s donatorom Ivanom (1637. – 1704.), što je poslije opovrgnuo. Brat je hrvatskog pjesnika i pisca Marina. Bio je pravnik, a studije s doktoratom vjerojatno je završio u Padovi, gdje je 1645. bio savjetnik »dalmatinske nacije« na sveučilištu. U Kotoru je obnašao više javnih službi: 1647. redoviti godišnji sudac, 1654. poslanik u Veneciji, 1658. – 63. zapovjednik ratne galije, 1665. – 70. gradski sudac.
Vodio Akademiju rasvijetljenih (Accademia de’ Rischiarati). Pisao je na hrvatskom, talijanskom i latinskom jeziku. Najveći dio Boličina pjesništva ostao je u prijepisima (Arhiv Arneri, rkp. br. 201, Historijski arhiv u Dubrovniku; Zbirka rijetkosti NSB-a), a sačinjava ga više od 300 talijanskih i oko 60 hrvatskih pjesama te jedan latinski epigram. Poznat je ponajviše po svom epu Il San Trifone, u kojemu je opjevao život kotorskog zaštitnika sv. Tripuna prema legendi iz 1466. godine. Urbano Raffaelli posjedovao je rukopis tog epa. Danas je izgubljen. Pod utjecajem Ariosta i Tassa, pisan je u jedanaesteračkim oktavama. Sadržavao opise bokokotorskog zaljeva, Kotora i njegove katedrale, opsade grada 1539. pod vodstvom Hajredina Barbarosse i Muhameda–paše Varlaca 1657. godine.
Boličine pjesme raznih su žanrova (prigodnice, ljubavne, pastoralne, moralistične, refleksivne i satirične). Po metru i versifikaciji pretežu soneti, slijede ottave rime, sestine, kvartine, madrigali, tercine, osmerački, jedanaesterački i dvanaesterački distisi. Prigodnice na talijanskom su najbrojnije i u čast su predstavnika mletačke vlasti, a većina prigodnica karakterizira protuturski stav, ljubav prema rodnom Kotoru i njegovoj slobodi. Jedna pjesma je o velikom potresu 1667. Alla Patria nel tempo di Guerra, e del Terremoto, u kojem mu smrtno stradava jedina kći. Napisao je podosta prigodnica i poslanica upućenih sumještanima (iz obitelji Bizanti, Bolica, Buća, Drago, Jakonja, Paskvalić, Pellegrina, Pima, Skura, Vraćen, slikaru A. Ciniju (Cigniju) i dr.).
Razmjenjivao je pjesme s članovima kotorskoga baroknog kruga (Vicko Meksa, Aleksandar, Franjo, Mihovil i Vicko Paskvalić, Nikola Vraćen) i poticao ih na pjesnikovanje. Pjesme na hrvatskome jeziku upućivao je i istaknutijim pojedincima izvan Kotora, ističući svoja »ilirska« i slavenska čuvstva. Adresanti su mu uzvraćali svojim sastavcima, što svjedoči o kulturnoj povezanosti hrvatskih pjesnika duž primorja: pjesme Trogiraninu Ivanu Luciću, bračkom kroničaru Vicku Prodiću, Bračaninu Vicku Mikeloviću, Dubrovčaninu Franu Bobaljeviću, Šibenčaninu Šimunu Šimuniću te generalu Marku Sinovčiću Splićaninu.
Posebni dio opusa su ljubavne pjesme, njih tridesetak, od kojih je i desetak na hrvatskom. Po žanru su slične začinke, ljubavno-pastoralne, nekoliko njih pod nazivom Pjesan od kola. Nabožni opus pjesama je veća cjelina naslovljena Pohođenje crkava koje su u Kotoru od bratstva svetoga Križa. Složeno pri Givu Bolici Kokoliću vlastelinu kotorskomu... Manji je broj refleksivnih sastavaka. Tematsku zasebnost čini nekoliko satiričnih pjesama. Satiri se priklanjao razočaran mjesnim prilikama i zavišću sugrađana (Satira složena suproć nekima kojima se ime ne govori). Od Boličinih hrvatskih pjesama objavljene su dvije u čast posvećenja Andrije Zmajevića za barskog nadbiskupa 1671., čiju ljubav prema materinskom hrvatskom jeziku Bolica posebno ističe, jer je u njega »u slavi i dici / nad svijem pod nebom vrednima jezici« (rkp. iz 1671. pohranjen u Arhivu JAZU u Zagrebu – Arhiv Balović, br. 63; pjesme objavio S. Vulović u Spomen knjizi radostnom prigodom posvećenja... pragospodina Tripa Dra Radoničića za boko-kotorskoga biskupa, Zagreb 1888, te Miloš Milošević i Gracija Brajković u antologiji Poezija baroka XVII i XVIII vijeka) te pjesma Cur mundus militat, možda prepjev s latinskoga (u Milošević-Brajkovićevoj antologiji).
Rado se ponosio svojim kanconijerom na hrvatskome jeziku. Poezija mu zaslužuje svestranu suvremenu valorizaciju, bez obzira na mnoge konvencionalnosti i pomodnosti.